# ポケットモンスター (アニメ)
- テレビ東京 > テレビ東京の番組 > テレビ東京のアニメ
- 任天堂、株式会社ポケモン > ポケットモンスター > アニメ版ポケットモンスターと関連作品

『ポケットモンスター』は、株式会社ポケモンと任天堂より発売されているゲームソフト『ポケットモンスター』シリーズを原作とする日本のテレビアニメ。

## 概要

### 凡例
記載されている略号は以下の通り。
記載されている略号
以下のタイトル名の前に付与された数字（シリーズ番号）は、日本語オリジナル版を番組名の違い（リコとロイ編はひとシリーズとする）で数えた通称であり、他の言語版のシリーズ/シーズン番号とは異なる場合がある。
- 1.『ポケットモンスター（無印）』 - 《PM》（無印、平成無印、1997年版、第1シリーズ、平成版）：カントー地方編 - 《KT》、オレンジ諸島編 - 《OS》、ジョウト地方編 - 《JT》
- 2.『ポケットモンスター アドバンスジェネレーション』 - 《AG》：ホウエン地方編 - 《HT》、バトルフロンティア編 - 《BF》
- 3.『ポケットモンスター ダイヤモンド&パール』 - 《DP》
- 4.『ポケットモンスター ベストウイッシュ』 - 《BW》
  - シーズン1『ポケットモンスター ベストウイッシュ』 - 《BW》
  - シーズン2『ポケットモンスター ベストウイッシュ シーズン2』 - 《BW2》：エピソードN - 《BW2N》、デコロラアドベンチャー - 《DA》
- 5.『ポケットモンスター XY』 - 《XY》
  - シーズン1『ポケットモンスター XY』 - 《XY》
  - シーズン2『ポケットモンスター XY&Z』 - 《XY&Z》
- 6.『ポケットモンスター サン&ムーン』 - 《SM》
- 7.『ポケットモンスター（新無印）』 - 《PM2》（新無印、令和無印第1作、2019年版、第7シリーズ）
  - シーズン1『ポケットモンスター』 - 《PM2》
  - シーズン2『ポケットモンスター めざせポケモンマスター』 - 《MPM》
- 8.『ポケットモンスター（リコとロイ編）』 - 《LR》（リコとロイ編、令和無印第2作、2023年版、第8シリーズ）
  - シーズン1『ポケットモンスター リコとロイの旅立ち』 - 《LR1》
  - シーズン2『ポケットモンスター テラパゴスのかがやき』 - 《LR2》
  - シーズン3『ポケットモンスター テラスタルデビュー』 - 《LR3》
- 『ポケットモンスター サイドストーリー』 - 《SS》
- 『ポケットモンスター（劇場版）』 - 《MV》
- 『ポケットモンスター（OVA）』 - 《OA》（機内上映向け作品を含む場合がある）

### 沿革
「ポケモンマスター」を目指す少年・サトシと、相棒のピカチュウをはじめとしたポケモンの成長を描いた物語とキャラクター性に焦点を当て、ゲーム版『ポケットモンスター 赤・緑』の発売から1年あまり経った1997年（平成9年）4月1日から、テレビ東京系列で放送を開始した。
当初はセル画で制作されていたが、2002年（平成14年）8月 より、デジタルアニメーション制作に移行した。ただし、主題歌の映像などはそれ以前からデジタル化していた。『アドバンスジェネレーション』の後期からはポケモンの技などにCGが使用されるようになった。
地上デジタルテレビ放送が日本全国に広がって以降も標準画質(画面比4:3)による製作が続いていたが、2009年 (平成21年)4月2日以降はハイビジョン化されている。また、アナログ放送では2009年（平成21年）10月1日放送分よりレターボックスでの放送に移行した。2012年（平成24年）1月5日放送分以降は連動データ放送 も開始されている。この他、テレビ東京系列（開始当初より）などでは字幕放送を行っている。また、字幕放送で表示される技の名前は漢字を使用して、ワンセグ放送以外では上にふりがなをふっている（例：かえんほうしゃ→火炎放射など）。なお、一部の技は字幕放送では一部分だけひらがなで表示されることも稀にある。
1997年（平成9年）12月16日の第38話『でんのうせんしポリゴン』の放送時には「ポケモンショック」が発生するが、1クール強（約4ヶ月）の放送休止を乗り越えて放送は再開された。
1998年（平成10年）夏には劇場版の第1作『ミュウツーの逆襲』を公開、同年に日本で公開された映画の興行成績第4位と興行収入72億4000万円を記録した。その後も毎年7月中旬から夏休みにかけて劇場版が上映されている。
2016年（平成28年）4月7日より、テレビ東京系列では放送時間を5分繰り上げ、18:55 - 19:25の放送となった。1998年4月に放送再開して以来、18年ぶりに放送時間が変更となる。
2017年（平成29年）4月で放送開始から20周年を迎え、同年11月9日（SM49話）で放送通算1000回 を迎えた。
2018年（平成30年）10月7日より、テレビ東京系列では日曜18:00 - 18:30枠に移動となった。これにより、テレビ東京系列の木曜19時のアニメ枠が廃止され、同時に同系列の19時台のアニメ枠が一旦消滅した。
2020年（令和2年）10月9日より、テレビ東京系列では金曜 18:55 - 19:25枠に移動となった。木曜時代以来、2年ぶりにゴールデンタイムでの放送となった。
2023年（令和5年）3月24日をもって、サトシとピカチュウを主人公としたテレビアニメシリーズは26年間・通算1240話の放送に幕を下ろした。
2023年（令和5年）4月14日からは主人公を新キャラクターのリコとロイに交代した『ポケットモンスター』が放送されている。

### 評価
視聴率は1997年（平成9年）11月11日に放送された第33話「ほのおのポケモンだいレース!」で番組最高視聴率となる18.6%（関東地区・ビデオリサーチ調べ）を記録した。
テレビ朝日の『決定!これが日本のベスト』での「好きな日本アニメは?」というアンケートで、アニメ版ポケットモンスターが2位にランクインした。
電通の渡辺哲也は、「アニメ番組の理想型は『ポケモン』」と述べている。
数々の功績が評価され、2007年（平成19年）には第1回声優アワードでシナジー賞を受賞した。

### ゲーム版との比較
アニメ化にあたって、演出上の都合でゲーム版の一部の設定に変更がなされた。
- ポケモンバトルの設定がゲーム版とは若干異なる。
  - 技の効果や相性が異なる場合がある[注 15]。
  - ポケモン1体が覚えられる技の数はゲームでは4つまでだが、アニメでは1体あたりの技の数に制限がない[注 16]。ただし、基本的にバトルにおいて1体が使う技の数は4つまでである[注 17]。
  - 互いに技を出し合うだけのゲーム版に対して、攻撃をかわした上での反撃、相手の技を見てから「まもる」を指示するなどゲーム版では不可能なバトル展開が起こることがある。
- 一部回で進化方法が異なる[注 18]。
- アニメ化に際して「女の子にもターゲットを広げたい」という制作側の意向で、ゲーム版で最初にパートナーとして選択する3匹のポケモン（ヒトカゲ、フシギダネ、ゼニガメ）ではなく、ピカチュウを起用した[注 19]。
- ポケモンジム、ポケモンリーグ、バトルフロンティア、ポケモンコンテストの設定が一部変更されている。

なお、アニメ版で初めて登場した概念が後にゲーム版で反映されたケースもある。一例を挙げると、『赤・緑・青』までのピカチュウは、「わざマシン」を使わなければ「10まんボルト」を覚えなかったが、アニメ版が反映された『ピカチュウ版』以降では、レベルアップで「10まんボルト」を習得できるようになっている。『X・Y』以降では、ピカチュウの鳴き声がアニメ版と同じ大谷育江のボイスに変更されている。また、ポケモンの一部が登場する『大乱闘スマッシュブラザーズシリーズ』においては、声優のいないものを除き全てのポケモンに声優が割り当てられており、そのほとんどは過去にテレビアニメ版、劇場版で同一の役だった声優が担当しているが、そのどちらとも異なる声優が起用されているケースも存在している。

### パロディ
サトシとシゲルの名前は、それぞれ田尻智、宮本茂から引用されている。また、ロケット団の3人組は吉川兆二曰く『タイムボカンシリーズ』に登場する三悪の影響を強く受けている」とのこと。
この他にも、この作品と関係の深いメーカーや商品、芸能人の仕草や発言に関するネタが登場することもある。例えば、ロケット団の操るメカに任天堂のWiiの「Wiiリモコン」や「ヌンチャク」が登場していた。なお、日本国外版ではパロディの部分が差し替えられていることもある。

### 補足
- 日本国外においても、アメリカやヨーロッパなど、世界192の国と地域で放送実績がある（2024年3月末現在）[13]。日本国外では主題歌を差し替えの上で放送が行なわれている。
- 2006年10月5日より、本シリーズ直後の木曜19:30に『NARUTO -ナルト-』（第一部）が水曜19:27から移動し、テレビ東京木曜19時台は2017年3月に第二部『NARUTO -ナルト- 疾風伝』が終了に至るまでアニメ2本立てが続いたが、2011年以降の水曜『イナズマイレブン』（→『イナズマイレブンGOシリーズ』）と『ダンボール戦機シリーズ』や、2013年1月 - 3月の月曜『たまごっち! ゆめキラドリーム』と『アイカツ!』（木曜18時台以降も継続）のような、前半アニメ終了後の双方作品のキャラ共演は行われることはなかった。なお『NARUTO -ナルト- 疾風伝』の後番組として2017年4月から2018年4月まで『スナックワールド』、2018年5月から9月まで『NARUTO -ナルト- 疾風伝』の後年を描いた続編『BORUTO-ボルト- -NARUTO NEXT GENERATIONS-』[注 22]が同枠で放送されたが、いずれもキャラ共演は行われていない。
- 2013年9月30日より、テレビ東京制作の番組の製作（・著作）クレジットにバナナのキャラクターの「ナナナ」が入ることになったが、当初はこの番組では使用していなかった（関連番組の『ポケモンゲット☆TV』も同様）。

## シリーズ一覧
2023年現在、アニメシリーズの構成は、サトシを主人公とするシリーズが『無印』から『新無印』までの7作、およびリコとロイを主人公とする『リコとロイ編』の計8作品で構成される。
本項目ではサトシを主人公とするテレビシリーズを「第1期」、リコとロイを主人公とするテレビシリーズを「第2期」として節を分けて記載する。

### 第1期
1997年4月1日から2023年3月24日まで放送。SM編までは放送開始と同時期に発売された本編ゲームをベースに制作されており、AG編以降はゲーム版（本編）が新作に代わる度に既存のシリーズが終了し、新しいシリーズに突入するという形を取っている。時系列上はPM編からMPM編まで繋がっており、年や四季の巡りも存在しているが、登場人物の設定年齢は変化していない。一部のシリーズではPM編から登場しているキャラクターのデザインの変更がなされ、BGMについてもBW編ではDP編まで使用されていたものから新規のものに変わるなど、一部リニューアルが施されることもある。
PM2編からはBW編からSM編まで使用されていたBGMを一新し、ロゴも従来の緑基調から青色に変更、物語のフォーマットも変更するなど大幅なリニューアルがなされている。
一番放送期間が長いのはPM編の5年7ヶ月。その後のAG編とDP編は約4年間、BW編とXY編とSM編は約3年間、最終作のPM2編は約3年4ヶ月放送された。
DP編までは初回から最終回までシリーズタイトルの途中変更などはなかったが、BW編ではシーズン2・エピソードN・ デコロラアドベンチャーとタイトルが変わっており、XY編でも『XY&Z』としてシーズン2を放送、PM2編ではサトシを主人公とするシリーズの最終章『めざせポケモンマスター』を同作品のシーズン2として放送。ただしPM編は「カントー編」「オレンジ諸島編」「ジョウト編」、AG編は「ホウエン編」「バトルフロンティア編」へと、同一のシリーズ内で物語の舞台によって区分されている。
サトシとピカチュウ・ムサシ・コジロウ・ニャースは第7シリーズまでの全作品で一貫して登場している。ヒロイン枠はシリーズごとに交代し、BW編以降はタケシなどのようにジムリーダー枠も交代する形となっている。それまでのレギュラーキャラクターはシリーズ終了後も続編や特別編で再登場することがある。無印からサトシと共に全シリーズに出演しているロケット団はBW編からは登場しない回もあったが、PM2編の第32話では、これまで最終回後の特別編や番外編を除き、本編には1話から毎話欠かさず登場していたサトシとピカチュウも初めて本編に登場せず、同シリーズにてサトシと共に主人公を務めるゴウの単独主役となった。
シリーズ終盤や映画に次の地方のポケモンがゲスト出演として（ハヅキのバシャーモ、ルカリオなど）登場したり、XY編以降はゲームに先んじて新フォルムとして（サトシゲッコウガ、たそがれのルガルガンなど）登場することがある。
AG編からDP編及びSM編は放送終了後の翌週に次作の放送直前番組が放送されている。DP編からXY編は本編最終話の後に特別編が放送されており、BW編とXY編ではシリーズの垣根を超えてサトシの旅の仲間だった者同士が共演している。
劇中のナレーションは『PM』から『SM』第91話まで一貫して石塚運昇が担当。石塚の死去に伴い、『SM』の第95話から堀内賢雄が引き継いだ。

#### 『ポケットモンスター（緑無印・1997年版）』
第1シリーズ。『（ポケモン）無印』などと呼ばれる。
- 放送期間：1997年（平成9年）4月1日 - 2002年（平成14年）11月14日
  - 1997年（平成9年）4月1日 - 1997年（平成9年）12月16日（ここまで火曜18:30 - 19:00）
  - 1998年（平成10年）4月16日 - 2002年（平成14年）11月14日（ここから木曜19:00 - 19:30）
- 通算話数：全275話（欠番1話（第38話「でんのうせんしポリゴン」）を除く）

#### 『ポケットモンスター アドバンスジェネレーション』
『ポケットモンスター（1997年版）』の続編。『（ポケモン）AG』などと呼ばれることがある。
- 放送期間：2002年（平成14年）11月21日 - 2006年（平成18年）9月14日
- 通算話数：全192話（未放送話1話（「ゆれる島の戦い! ドジョッチVSナマズン!!」）を除く）

#### 『ポケットモンスター ダイヤモンド&パール』
『ポケットモンスター アドバンスジェネレーション』の続編。『（ポケモン）DP』などと呼ばれることがある。
- 放送期間：2006年（平成18年）9月28日 - 2010年（平成22年）9月9日、2011年（平成23年）2月3日 （特別編）
- 通算話数：全193話（特別編2話を含む）

#### 『ポケットモンスター ベストウイッシュ』
『ポケットモンスター ダイヤモンド&パール』の続編。『（ポケモン）BW』『（ポケモン）BW2』などと呼ばれることがある。
- シーズン1『ポケットモンスター ベストウイッシュ』
  - 放送期間：2010年（平成22年）9月23日 - 2012年（平成24年）6月14日
  - シーズン1：全84話（未放送話2話（「ロケット団VSプラズマ団!」前編・後編）を除く）
- シーズン2『ポケットモンスター ベストウイッシュ シーズン2』
  - 放送期間：2012年（平成24年）6月21日 - 2013年（平成25年）9月26日、10月3日（特別編）、2014年（平成26年）3月27日（特別編）
  - シーズン2：全60話（特別編2話を含む）
- 通算話数：全144話

#### 『ポケットモンスター XY』
『ポケットモンスター ベストウイッシュ』の続編。『（ポケモン）XY』『（ポケモン）XY&Z』などと呼ばれることがある。テレビ東京開局50周年記念作品。
- シーズン1『ポケットモンスター XY』
  - 放送期間：2013年（平成25年）10月17日 -  2015年（平成27年）10月22日
  - シーズン1：全93話
- シーズン2『ポケットモンスター XY&Z』
  - 放送期間：2015年（平成27年）10月29日 -  2016年（平成28年）10月27日、11月3日、11月10日（特別編）
    - 2015年（平成27年）10月29日 - 2016年（平成28年）3月24日（ここまで木曜19:00 - 19:30）
    - 2016年（平成28年）4月7日 - 11月10日（ここから木曜18:55 - 19:25）

  - シーズン2：全49話（特別編2話を含む）
- 通算話数：全142話

#### 『ポケットモンスター サン&ムーン』
『ポケットモンスター XY』の続編。『（ポケモン）SM』などと呼ばれることがある。
- 放送期間：2016年（平成28年）11月17日 - 2019年（令和元年）11月3日
  - 2016年（平成28年）11月17日 - 2018年（平成30年）9月13日（ここまで木曜18:55 - 19:25）
  - 2018年（平成30年）10月7日 - 2019年（令和元年）11月3日（ここから日曜18:00 - 18:30）
- 通算話数：全146話

#### 『ポケットモンスター（青無印・2019年版）』
『ポケットモンスター サン&ムーン』の続編。第7シリーズにして、サトシとピカチュウを主人公としたテレビアニメシリーズの最終作。タイトルは1997年に放送がスタートしたときと同じく、シンプルに『ポケットモンスター』となっている。第1シリーズとの区別のため、『新無印』等とも呼ばれる。
- シーズン1『ポケットモンスター』
  - 放送期間：2019年（令和元年）11月17日 - 2022年（令和4年）12月23日
    - 2019年（令和元年）11月17日 - 2020年（令和2年）9月27日（ここまで日曜18:00 - 18:30）
    - 2020年（令和2年）10月9日 - 2022年（令和4年）12月23日（ここから金曜18:55 - 19:25）

  - シーズン1：全136話+SP1話
- シーズン2『ポケットモンスター めざせポケモンマスター』 
  - 放送期間：2023年（令和5年）1月13日 - 3月24日
  - シーズン2：全11話
- 通算話数：全147話+SP1話

### 第2期
2023年4月14日から放送される第8シリーズ以降は主人公をリコとロイに交代した新シリーズが展開される。
シーズン2まではPM2編のフォーマットを一部引き継いでおり、放送時点でのゲーム最新作『ポケットモンスター スカーレット・バイオレット』に特化した内容にはなっていなかったが、シーズン3ではパルデア地方が主舞台となり、同作品の要素がより多く取り入れられるようになっている。
専属のナレーションは置かれておらず、本編のナレーションをリコが行い、次回予告はぐるみんとクワッスが行っている。

#### 『ポケットモンスター（2023年版）』
第8シリーズ。タイトルはPM編・PM2編と同様だが、ロゴが再度一新されており、ストーリーの展開に合わせて当初から副題が設定されている。
- シーズン1『リコとロイの旅立ち』
  - 放送期間：2023年（令和5年）4月14日[17] - 10月20日
- シーズン2『テラパゴスのかがやき』
  - 放送期間：2023年（令和5年）10月27日 - 2024年（令和6年）3月29日
- シーズン3『テラスタルデビュー』
  - 放送期間：2024年（令和6年）4月12日 - 2024年（令和6年）9月27日 -
- シーズン4『レックウザ ライジング』
  - 放送期間：2024年（令和6年）10月11日 - 2025年（令和7年）3月21日
- シーズン5『メガボルテージ』
  - 放送期間：2025年（令和7年）4月11日 -
- 通算話数：未定

## 登場人物・キャスト

### 第1期（1997年版から2019年版〈1997年4月-2023年3月〉まで）
以下の人物、団体は個別項目を参照。
サトシと手持ちポケモン達
- サトシ - 松本梨香
  - ピカチュウ - 大谷育江
  - サトシのポケモン (カントー・オレンジ諸島編)
  - サトシのポケモン (ジョウト編)
  - サトシのポケモン (アドバンスジェネレーション)
  - サトシのポケモン (ダイヤモンド&パール)
  - サトシのポケモン (ベストウイッシュ)
  - サトシのポケモン (XY)
  - サトシのポケモン (サン&ムーン)
  - サトシのポケモン (テレビアニメ第7シリーズ)

メインキャラクター
- カスミ - 飯塚雅弓
  - コダック - 愛河里花子
  - トゲピー→トゲチック - こおろぎさとみ

- タケシ - うえだゆうじ
  - ロコン - 愛河里花子
  - グレッグル - 小西克幸

- ケンジ - 関智一
  - マリル - かないみか

- ハルカ - 鈴木カオリ
  - アチャモ→ワカシャモ→バシャーモ - 西村ちなみ（アチャモ、ワカシャモ）→小西克幸（バシャーモ）

- マサト - 山田ふしぎ
- ヒカリ - 豊口めぐみ
  - ポッチャマ - 小桜エツコ

- アイリス - 悠木碧
  - キバゴ→オノノクス - 津田美波（キバゴ）→光部樹（オノノクス）

- デント - 宮野真守
  - ヤナップ - 藤村知可

- セレナ - 牧口真幸
  - フォッコ→テールナー→マフォクシー - 林原めぐみ

- シトロン - 梶裕貴
  - デデンネ - 佐藤恵

- ユリーカ - 伊瀬茉莉也
- リーリエ - 真堂圭
  - ロコン（リージョンフォーム）（シロン） - 上田麗奈

- カキ - 石川界人
  - バクガメス - 三宅健太

- マオ - 上田麗奈
  - アマカジ→アママイコ→アマージョ - 藤村知可

- スイレン - 菊地瞳
  - アシマリ→オシャマリ→アシレーヌ - 愛河里花子（アシマリ）→清水理沙（オシャマリ、アシレーヌ）

- マーマネ - 武隈史子
  - トゲデマル - かないみか

- ゴウ - 山下大輝
  - ヒバニー→ラビフット→エースバーン - 林原めぐみ

- コハル - 花澤香菜
  - イーブイ - 真堂圭

ロケット団
- ムサシ - 林原めぐみ
  - ソーナンス - うえだゆうじ

- コジロウ - 三木眞一郎
- ニャース - 犬山イヌコ
- サカキ - 鈴置洋孝→三宅健太

準メインキャラクター
- オーキド博士 - 石塚運昇→堀内賢雄
- ハナコ - 豊島まさみ
  - バリヤード - うえだゆうじ

- ジョーイ - 白石文子→山口由里子→藤村知可→赤﨑千夏→清水理沙→真堂圭
- ジュンサー - 西村ちなみ→たかはし智秋→石松千恵美→瀬戸麻沙美→清水理沙

その他のキャラクター
- ジムリーダー
- 四天王・チャンピオン
- フロンティアブレーン
- プリン - かないみか

### 第2期（2023年版〈2023年4月-〉から）
主要人物
- リコ - 鈴木みのり
  - ニャオハ→ニャローテ→マスカーニャ - 林原めぐみ
  - テラパゴス（パゴゴ） - 寺崎裕香

- ロイ - 寺崎裕香
  - ホゲータ→アチゲータ - 山下大輝

- ドット / ぐるみん - 青山吉能
  - クワッス→ウェルカモ - 浪川大輔

- ウルト - 藤原夏海
  - ヤミラミ - 佐倉綾音

ライジングボルテッカーズ
- フリード - 八代拓
  - キャプテンピカチュウ - 大谷育江
  - リザードン - 三宅健太

- オリオ - 佐倉綾音
  - メタグロス

- マードック - 三宅健太
  - イワンコ - 古都利咲希

- モリー - 真堂圭
  - ラッキー

- ランドウ - 塾一久
  - ヌオー

エクスプローラーズ
- アメジオ - 堀江瞬
  - ソウブレイズ - 田邊幸輔

- ジル - 田邊幸輔
  - サイドン

- コニア - 志田有彩
  - ゴルダック

- ハンベル - 近藤浩徳
  - ヨノワール - 光部樹

- サンゴ - 大谷育江
  - オニゴーリ - 光部樹

- オニキス - 小野寺悠貴
  - キョジオーン - 八代拓

- アゲート - 舞羽美海
  - チャーレム - 志田有彩

- ギベオン - 速水奨
  - ジガルデ

- スピネル - 古川慎
  - ブラッキー - 真堂圭

その他の人物
- ルシアス - 浪川大輔
  - レックウザ

- リスタル - ゆかな
- アン - 緒方佑奈
- ジョーイ - 真堂圭

## 劇場版
アニメ映画が1998年から2019年までは毎年夏休み時期の7月に、2020年は冬休み時期の12月に公開されている。

## OVA
オリジナルアニメ(OVA)が1998年-2001年に発売され、2004年-2011年の夏に新作が全日空で機内上映され、後日発売された。

## ラジオ番組
- 『犬山犬子のポケモンアワー』
- 『Pokémon Radio Show! ロケット団ひみつ帝国』

## その他の作品、番組
テレビシリーズ本編第1期（サトシを主人公とするシリーズ）に関連した作品と、それとは関連性のない独立した作品が存在する。

### 第1期に関連した作品
『ポケットモンスター アンコール』
1999年（平成11年）10月19日 - 2002年（平成14年）9月17日（火曜日19:00 - 19:30。第140話まで）
番組名に「アンコール」とつき再放送扱いではあるが、番組は2か国語放送で、副音声で英語版を聞くことができた（一部地域を除く）。また、番組の最後には『POKEMON de ENGLISH!』というミニコーナーが放送された。これは、カスミの進行 でアニメのシーンを利用した単純な英語講座であった。通常版とは違い、系列外では放送されていない局があった。なお、英語版が放送（制作）されていない回も含まれており、その場合は本放送通りのステレオ放送で製作された。火曜日でのポケモンの放送はアニメ1期以来1年10か月以来となった（時間帯も初期の時間より30分繰り下げ）。
特別編扱いの「ルージュラのクリスマス」、「イワークでビバーク」、「げきとう! ポケモンひなまつり」、「こどものひだよぜんいんしゅうごう」はポケモンショックがなかった場合の放送予定に近い内容順で放送。「でんのうせんしポリゴン」と当初放送予定になかった「ピカチュウのもり」は未放送。
2002年9月17日、『週刊ポケモン放送局』に交代する形で放送を終了した。その際、予告テロップが表示され、「さようなら。そして、また会おうね。」というメッセージが流れた。
『ポケットモンスター サイドストーリー』
『週刊ポケモン放送局』内で放送された、外伝的作品。タケシ、カスミ、ロケット団、オーキド博士など本編の脇役たちが主人公となり、本編の主人公であるサトシは回想シーンなどに登場するのみであった。詳細は週刊ポケモン放送局#ポケットモンスター サイドストーリーを参照のこと。
『ポケットモンスター ミュウツー! 我ハココニ在リ』
『劇場版ポケットモンスター ミュウツーの逆襲』の続編として作られた。テレビ東京系列にて、2000年（平成12年）12月30日初放送。
『ポケットモンスタークリスタル ライコウ雷の伝説』
『金・銀・クリスタル』の主人公らを用いた、番外編。テレビ東京系列にて、2001年（平成13年）12月30日初放送。
『戦慄のミラージュポケモン』
10周年を記念して、2006年（平成18年）4月にアメリカにて放送された作品。原題は『The Mastermind of Mirage Pokémon』。日本では、同年10月からテレビ東京の所有するアニメサイト・あにてれ、BIGLOBEストリーム、フレッツ・スクウェアで期間限定配信された。なお、本作はDVD化されていない。
『ポケモンレンジャー 光の軌跡』
『ポケモンレンジャー 光の軌跡』発売に先駆け、2010年（平成22年）2月28日、3月7日に『ポケモン☆サンデー』内で放送された短編アニメ。3月21日までの間、『ポケモン☆サンデー』のホームページにて動画の無料配信が行われた。
『うたえメロエッタ リンカのみをさがせ』
『ちゃお』2012年8月号付録DVDに収録の『メロエッタのキラキラリサイタル』のスピンオフ。
『ミュウツー 〜覚醒への序章（プロローグ）〜』
『劇場版ポケットモンスター ベストウイッシュ 神速のゲノセクト ミュウツー覚醒』のプロローグとして2013年7月11日に放送の特番。
『ポケモン第1話! 全部みせますスペシャル!』
2013年12月31日に放送された、これまでの各シリーズの第1話をサトシナビゲートの元オリジナル日本語音声で再放送したスペシャル版。BW以外は4:3の画質のため、サイドパネルつきで放送された。その後、「完全マスター!ポケットモンスターXY 1時間スペシャル」が放送された。
『完全マスター!ポケットモンスターXY 1時間スペシャル』
2013年12月31日に放送された総集編。シトロンがハリマロンを手に入れるまでが描かれている。今後の見所 も放映された。その後、2014年12月31日にも2014年内に放送された総集編として放送された。その時も今後の見どころ も放送されている。
『ポケットモンスター XY 特別編 最強メガシンカ』
『ポケットモンスター XY』の番外編として、テレビ東京系列で不定期に放送されたアニメシリーズ。
『ポケットモンスター! 伝説のポケモン全部見せますスペシャル!』
2014年12月31日に放送された、これまで放送されたシリーズの中で伝説のポケモンをフィーチャーしたストーリーをセレクトしてサトシナビゲートの元オリジナル日本語音声で再放送したスペシャル版。DPとBW以外は4:3の画質のため、サイドパネルつきで放送された。
『全ての謎を解き明かせ!ポケットモンスターXY&Z完全マスタースペシャル』
2015年12月31日に放送された総集編。アランの活躍も描写されており、先述の特別編も扱っている他、2015年10月29日に放映されたXY&Zの第1話の再放送も行っている。イーブイの進化、アランとのバトルなど、今後の見所も放映された。
『リアル体験！あつまれ！ポケモンスクール！！』
2016年12月27日に放映された特別編。ポケモンの技を実験で再現するというもの。今後の見どころも放映された。
『ポケットモンスター プレミア10』
2017年7月24日（23日深夜） - 9月25日（24日深夜）（月曜日（日曜日深夜）1:35 - 2:05）、全10回。
これまでのシリーズ全作品で過去に放送したエピソードの中から、ポケモン好きの芸能人やこれまでのシリーズの制作に関わったスタッフ・キャストらがセレクトした、思い出に残るエピソードをアンコール放送した。
| 回     | 放送日         | エピソード                                          | 選んだ人物 |
| ------ | -------------- | --------------------------------------------------- | ---------- |
| 第1回  | 2017年 7月24日 | PM 第1話「ポケモンきみにきめた!」                   | 湯山邦彦   |
| 第2回  | 7月31日        | PM 第21話「バイバイバタフリー」                     | 松本梨香   |
| 第3回  | 8月7日         | XY 第31話「メガルカリオ対メガルカリオ! 波導の嵐!!」 | 本郷奏多   |
| 第4回  | 8月14日        | DP 第122話「進化! その時ポッチャマは!?」            | 佐藤栞里   |
| 第5回  | 8月21日        | PM 第39話「ピカチュウのもり」                       | 林明日香   |
| 第6回  | 8月28日        | PM 第136話「リザードンのたに! またあうひまで!!」    | 中川翔子   |
| 第7回  | 9月4日         | PM 第106話「ピカチュウVSニャース!?」                | 大谷育江   |
| 第8回  | 9月11日        | PM 第5話「ニビジムのたたかい!」                     | 岡崎体育   |
| 第9回  | 9月18日        | PM 第14話「でんげきたいけつ!クチバジム」            | 藤田ニコル |
| 第10回 | 9月25日        | PM 第98話「おニャースさまのしま!?」                 | 栗原類     |
| テレビ東京 月曜1:35 - 2:05（日曜深夜）枠                   | テレビ東京 月曜1:35 - 2:05（日曜深夜）枠          | テレビ東京 月曜1:35 - 2:05（日曜深夜）枠                   |
| 前番組                                                     | 番組名                                            | 次番組                                                     |
| ---------------------------------------------------------- | ------------------------------------------------- | ---------------------------------------------------------- |
| よりぬけ!銀魂さん過去回想篇 （2017年4月 - 7月） ↓ 単発特番 | ポケットモンスター プレミア10 （2017年7月 - 9月） | 銀魂. ポロリ篇 ↓ 銀魂. 銀ノ魂篇 （2017年10月 - 2018年3月） |

『ポケットモンスターの平成史〜火曜から木曜、そして日曜へ〜』
2019年1月4日に放映された総集編。ジョージ・ポットマンの平成史のフォーマットでTVシリーズ20年間の歴史を様々な角度から取り上げる。
『ポケットモンスター 神とよばれし アルセウス』
2022年1月21日・28日に『2019年版』の特別編としてAmazon Prime Videoにて配信。ゲーム『Pokémon LEGENDS アルセウス』の発売を記念したエピソード。
『アニメポケットモンスター音楽祭』
テレビ東京系列で2023年3月31日午後6時55分から放送。アニメシリーズ第1期の完結を記念して放送され、これまでのテレビシリーズ・劇場版で使用された楽曲がスタジオライブ形式で披露された他、第8シリーズ第1部のオープニングテーマ「ドキメキダイアリー」も初披露された。

### テレビシリーズ本編とは関連のない作品
『ポケモン不思議のダンジョン 出動ポケモン救助隊ガンバルズ!』
北米でのゲーム『ポケモン不思議のダンジョン 青の救助隊・赤の救助隊』発売に先駆け、2006年（平成18年）9月8日にアメリカにて放送されたオリジナルエピソード。原題は『Pokémon Mystery Dungeon: Team Go-Getters Out Of The Gate!』。登場キャラクターはゲーム本編とほぼ同じである。ある日、見たこともない異世界で人間からゼニガメへと変身してしまった主人公の少年が、ヒトカゲやチコリータと共に救助隊「ガンバルズ」として冒険をする。日本では、2007年（平成19年）3月23日から5月14日にかけてYahoo! JAPANの「GYAO!」で配信が行われていたのみなので、Webアニメとも言える。
『ポケモン不思議のダンジョン 時の探検隊・闇の探検隊』
『ポケモン不思議のダンジョン 時の探検隊・闇の探検隊』発売に先駆け、2007年（平成19年）9月9日に『ポケモン☆サンデー』内で放送されたオリジナルエピソード。前作とは「目が覚めたらポケモンになったこと」以外は関連性はない。また、前述の「あにてれ」内で9月13日から9月30日までの間、Yahoo!の「Yahoo!きっず」にて9月20日から10月31日までの間、無料で配信されていた。
『ポケモン不思議のダンジョン 空の探検隊 時と闇をめぐる最後の冒険』
『ポケモン不思議のダンジョン 空の探検隊』発売に先駆け、2009年（平成21年）4月12日に『ポケモン☆サンデー』内で放送されたオリジナルエピソード。前アニメと同様、「Yahoo!きっず」や「あにてれ」での配信の他に、「ひかりTV」、Wiiの「みんなのニンテンドーチャンネル」でも配信された。
『ポケットモンスター ブラック2・ホワイト2 スペシャルムービー』
ゲーム『ポケットモンスター ブラック2・ホワイト2』の紹介映像として制作された作品。
『ポケットモンスター THE ORIGIN』
2013年10月2日に特別番組として放送された作品。『赤・緑』を元に製作された。
『ポケットモンスター オメガルビー・アルファサファイア スペシャルムービー』
ゲーム『ポケットモンスター オメガルビー・アルファサファイア』の紹介映像として制作された作品。
『ポケモンジェネレーションズ』
2016年9月16日から12月23日までYouTubeで配信されたWebアニメ作品。
『ポケモンマスターズ』 トレーナー大集結スペシャルアニメーション
ゲーム『ポケモンマスターズ』の紹介映像として制作された作品。
『薄明の翼』
2020年1月15日からYouTubeで配信されたWebアニメ作品。『ソード・シールド』の世界を舞台にした群集劇。
『POKÉTOON』
2020年6月5日よりYouTube「ポケモン Kids TV」で配信しているWebアニメ作品。
『Pokémon Evolutions』
2021年9月9日からYouTubeで配信されたWebアニメ作品。
『ビッパ、キミにきめた！』
2022年にYouTubeで配信されたWebアニメ作品。1月12日に英語版YouTubeチャンネルで『Bidoof's Big Stand』として配信され、2月9日に日本語版チャンネルにて配信された。
『雪ほどきし二藍』
2022年5月18日よりYouTubeで配信のWebアニメ。ゲーム『Pokémon LEGENDS アルセウス』の舞台であるヒスイ地方を題材としたオリジナルアニメ。
『PATH TO THE PEAK 頂へのきずな』
ポケモンカードゲームを題材とした作品。2023年8月11日よりYouTubeで配信のほか、ポケモンワールドチャンピオンシップス2023にて第1話を上映。
『放課後のブレス』
2023年9月6日よりYouTubeで配信のWebアニメ。ゲーム『ポケットモンスター スカーレット・バイオレット』を題材としたオリジナルアニメ。
『名探偵ピカチュウ 〜華麗なるモーニングルーティン〜』
2023年10月25日にYouTubeで配信のWebアニメ。ゲーム『名探偵ピカチュウ』シリーズの作品。
『カイリューとゆうびんやさん』
2025年2月27日にYouTubeで配信のWebアニメ。同日が、ゲーム『赤・緑』の発売日を記念する「Pokémon Day」であることにあわせ、「Pokémon Day2025 記念アニメーション」として制作された。

## ミニコーナー
放送開始当初はミニコーナーは放送されていなかったが、第61話から本編の終了後にミニコーナーが放送されるようになった。
- ミニコーナー開始当初は「オーキド博士のポケモン講座」が放送された。オーキド博士が毎回1匹のポケモンを紹介・解説し、それに関する「ポケモン川柳」を読み上げるコーナーである。また、川柳を視聴者から募集することもあった。オーキド博士が川柳を読み上げる前にポケモンの技を受けひどい目に遭うことが定番のオチとなっており、後の「ポケモン大百科」や「ポケモン大検定」にまで波及している。また、「特別編」として映画の最新情報やポケモンリーグ・ポケモンコンテストグランドフェスティバルの解説をすることもあった。
- 『アドバンスジェネレーション』では、2004年（平成16年）12月[注 9]より「ポケモン講座」に代わって、当時の『ポケモン☆サンデー』のコーナーとして放送されていた「ポケモントリビアクイズ」が放送された。当初はポケモンの名前を答えるなぞなぞで、アバンタイトルでタケシが問題を出題し次回予告終了後に答えを発表するという形式をとった。2005年（平成17年）10月[注 9]からは過去の回の映像を使ったモンタージュ式の問題やしりとり、間違い探しなども出題されるようになった。出題も本編終了後となり、出題者もサトシ・ハルカ・タケシ・マサト・オーキド博士が持ち回りで担当した。
- 『ダイヤモンド&パール』では、「ポケモン講座」を改題した「ポケモン大百科」が放送され、2008年（平成20年）10月[注 9]からはクイズ形式に派生した「オーキド博士のポケモン大検定」を放送している。問題のレベル（初級・中級・上級の3段階）を言った後、1匹のポケモンを紹介しその特徴や能力などからクイズを出題する。このコーナーではポケモン川柳が廃止された。
- 『ベストウイッシュ』では、「オーキド博士のポケモンライブキャスター」を放送している。内容は「ポケモン講座」や「ポケモン大百科」に準じているが、ポケモンの出番は映像のみであり、オーキド博士がポケモンの技を受けるオチは廃止され、ポケモン川柳が復活。
- 『XY』では、「オーキド博士のポケモンホロキャスター」を放送している。ポケモン川柳は存続しており、「ポケモンライブキャスター」では廃止されたオーキド博士がポケモンの技を受けるオチが復活している。
- 『XY&Z』では、様々なテーマに応じてのミニコーナーが用意されている。主にその話でキーになったポケモンについて紹介することが多く、本編終了後の後談も追加されている。また過去の映像も使われている。
- 5月ごろから8月ごろには、ミニコーナーを休止して劇場版の最新情報を伝える。なお、以前は前述の通り「ポケモン講座特別編」として放送されることもあった[注 9]。
- 『サン&ムーン』では、第3話以降アバン前とED後にシリーズでは初のデータ放送と連動したおまけコーナー「ポケもんだい」を放送している。アバン前では主にその回で活躍する人物がその回の本編に関するクイズを出題し、ED後はクイズの答えを発表した後、その回に関連したショートアニメを流している。
- 『新無印』では、第3話以降おまけコーナー「ひらめきゲット! Let's ポケなぞ!!」を放送している。エンディング前にイラスト付きのクイズを出し、エンディング後に答えを発表する。クイズの答えはその回に登場するポケモンもしくはその回のメインとなるポケモンとなっている。ただし、第133話から第135話、第137話、第138話では「愛と真実の悪を貫くロケット探検団」というミニコーナーに変更され、ロケット団がパルデア地方のポケモンをゲットしようとして失敗するという内容に差し替えられている。
- スペシャル版の放送前週には、ミニコーナーを休止して予告が拡大されることがあるほか、スペシャル版放送時にもミニコーナーが休止される場合がある。また、プレゼントやキャンペーン・イベントのお知らせなどでも中止となる場合がある。なお、これらの場合でも遅れネット局やDVD・ビデオ版では原則として通常通り放送・収録されるため、ミニコーナーの一部の回に遅れネット局やDVD・ビデオ版限定の回がある[注 43]。

## 放送局

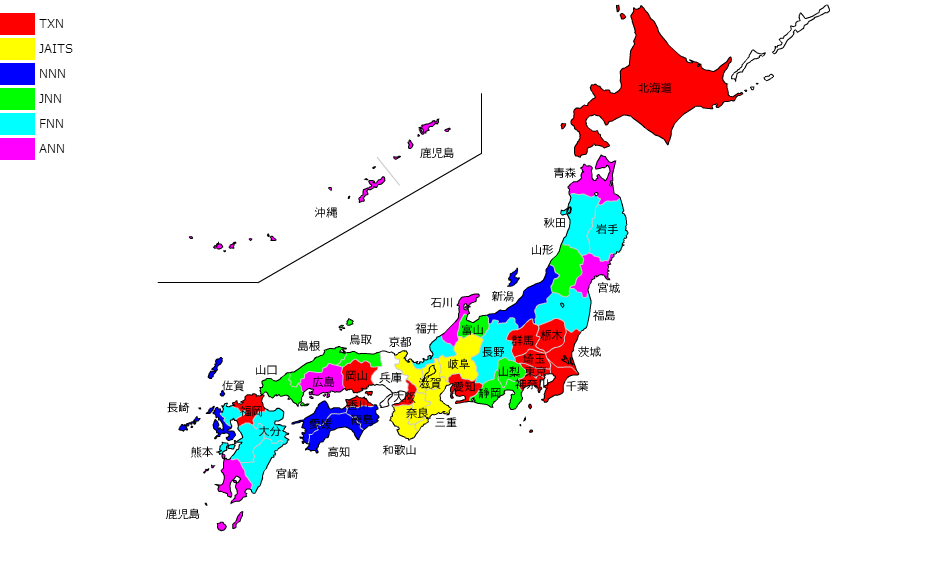
ポケットモンスターのネット局

テレビ東京系列（TXN）では1997年4月から同年12月までは火曜18:30 - 19:00の放送だったが、「ポケモンショック」による休止を経て1998年4月に再開し、それ以降は約18年に渡って2016年3月まで木曜19:00 - 19:30で、2016年4月から2018年9月までは放送時間を5分繰り上げて木曜18:55 - 19:25で放送された。2018年10月に放送時間が日曜18:00 - 18:30となり、20年6ヶ月ぶりに曜日移動が行われた。同枠では2020年9月まで放送され、2020年10月からは金曜18:55 - 19:25に放送している。
他の系列より放送地域の狭いテレビ東京系列の番組ではあるが、兵庫県を除く全ての都道府県（広域圏含む）のテレビ局にスポンサードネット（一部地域を除く、初期は番組販売）され放送されている。
劇場版のエンディング（2003年の第6作『七夜の願い星 ジラーチ』以降）では、テレビ東京系列局を含めた全てのネット局（38局）が「プロモーション協力」として明記されている。この表では、「プロモーション協力」で表記される順番によった（テレビ東京系列局を始めとし、北の地方から順番に列挙）。また、これはテレビ東京公式サイトでの系列局表記順に準じている。
ネット配信では、『ベストウイッシュ シーズン2』より放送終了後数日後に動画配信としてHuluで配信される。その他、ポケモン公式YouTubeチャンネル・TVer・ABEMAにて見逃し配信サービスを行っている。また、2022年4月15日放送分よりテレ東系リアルタイム配信の対象番組として、TVerにて同時配信も行われている。

### 現在のネット局
日本国内での放送時間は2024年4月現在。字幕放送はテレビ東京系列・BSテレ東・岐阜放送・奈良テレビ・キッズステーションのみ実施。連動データ放送はテレビ東京系列のみ実施。
| 放送地域       | 放送局             | 放送日時           | 系列                                         | ネット状況 | 備考                                              |
| -------------- | ------------------ | ------------------ | -------------------------------------------- | ---------- | ------------------------------------------------- |
| 関東広域圏     | テレビ東京         | 金曜 18:55 - 19:25 | テレビ東京系列                               | 製作局     |                                                   |
| 北海道         | テレビ北海道       | 金曜 18:55 - 19:25 | テレビ東京系列                               | 同時ネット |                                                   |
| 愛知県         | テレビ愛知         | 金曜 18:55 - 19:25 | テレビ東京系列                               | 同時ネット |                                                   |
| 大阪府         | テレビ大阪         | 金曜 18:55 - 19:25 | テレビ東京系列                               | 同時ネット | [ 注 54 ]                                         |
| 岡山県・香川県 | テレビせとうち     | 金曜 18:55 - 19:25 | テレビ東京系列                               | 同時ネット |                                                   |
| 福岡県         | TVQ九州放送        | 金曜 18:55 - 19:25 | テレビ東京系列                               | 同時ネット | [ 注 55 ]                                         |
| 岐阜県         | 岐阜放送           | 金曜 18:55 - 19:25 | 独立局                                       | 同時ネット | [ 注 56 ]                                         |
| 奈良県         | 奈良テレビ         | 金曜 18:55 - 19:25 | 独立局                                       | 同時ネット | [ 注 57 ]                                         |
| 青森県         | 青森朝日放送       | 土曜 7:30 - 8:00   | テレビ朝日系列                               | 遅れネット | [ 注 58 ] [ 注 59 ]                               |
| 岩手県         | 岩手めんこいテレビ | 金曜 16:20 - 16:50 | フジテレビ系列                               | 遅れネット | [ 注 60 ]                                         |
| 宮城県         | 東日本放送         | 土曜 7:00 - 7:30   | テレビ朝日系列                               | 遅れネット | [ 注 61 ] [ 注 59 ]                               |
| 秋田県         | 秋田テレビ         | 日曜 9:30 - 10:00  | フジテレビ系列                               | 遅れネット | [ 注 62 ] [ 注 63 ]                               |
| 山形県         | テレビユー山形     | 日曜 6:15 - 6:45   | TBS系列                                      | 遅れネット | [ 注 64 ] [ 注 65 ]                               |
| 福島県         | 福島テレビ         | 日曜 9:00 - 9:30   | フジテレビ系列                               | 遅れネット | [ 注 62 ] [ 注 66 ]                               |
| 山梨県         | テレビ山梨         | 土曜 17:00 - 17:30 | TBS系列                                      | 遅れネット | [ 注 67 ]                                         |
| 新潟県         | テレビ新潟         | 日曜 6:30 - 7:00   | 日本テレビ系列                               | 遅れネット | [ 注 68 ]                                         |
| 長野県         | 長野放送           | 日曜 6:30 - 7:00   | フジテレビ系列                               | 遅れネット | [ 注 62 ] [ 注 69 ]                               |
| 静岡県         | 静岡放送           | 土曜 6:00 - 6:30   | TBS系列                                      | 遅れネット | [ 注 64 ] [ 注 70 ] [ 注 71 ]                     |
| 富山県         | チューリップテレビ | 日曜 6:15 - 6:45   | TBS系列                                      | 遅れネット | [ 注 64 ] [ 注 72 ] [ 注 73 ]                     |
| 石川県         | 北陸朝日放送       | 土曜 16:00 - 16:30 | テレビ朝日系列                               | 遅れネット | [ 注 74 ]                                         |
| 福井県         | 福井テレビ         | 日曜 6:30 - 7:00   | フジテレビ系列                               | 遅れネット | [ 注 62 ] [ 注 75 ]                               |
| 三重県         | 三重テレビ         | 水曜 17:00 - 17:30 | 独立局                                       | 遅れネット |                                                   |
| 滋賀県         | びわ湖放送         | 日曜 9:30 - 10:00  | 独立局                                       | 遅れネット |                                                   |
| 京都府         | KBS京都            | 日曜 11:00 - 11:30 | 独立局                                       | 遅れネット | [ 注 76 ]                                         |
| 和歌山県       | テレビ和歌山       | 水曜 17:00 - 17:30 | 独立局                                       | 遅れネット | [ 注 77 ] [ 注 78 ]                               |
| 島根県・鳥取県 | 山陰放送           | 月曜 16:21 - 16:50 | TBS系列                                      | 遅れネット | [ 注 79 ]                                         |
| 広島県         | 広島ホームテレビ   | 日曜 10:00 - 10:30 | テレビ朝日系列                               | 遅れネット | [ 注 80 ] [ 注 81 ] [ 注 82 ] [ 注 83 ] [ 注 84 ] |
| 山口県         | テレビ山口         | 日曜 6:15 - 6:45   | TBS系列                                      | 遅れネット | [ 注 64 ] [ 注 85 ]                               |
| 徳島県         | 四国放送           | 日曜 6:30 - 7:00   | 日本テレビ系列                               | 遅れネット | [ 注 86 ] [ 注 87 ] [ 注 88 ] [ 注 89 ]           |
| 愛媛県         | 南海放送           | 日曜 6:30 - 7:00   | 日本テレビ系列                               | 遅れネット | [ 注 86 ] [ 注 90 ]                               |
| 高知県         | 高知放送           | 日曜 6:30 - 7:00   | 日本テレビ系列                               | 遅れネット | [ 注 86 ] [ 注 91 ] [ 注 92 ]                     |
| 佐賀県         | サガテレビ         | 日曜 6:30 - 7:00   | フジテレビ系列                               | 遅れネット | [ 注 62 ] [ 注 93 ]                               |
| 長崎県         | 長崎国際テレビ     | 日曜 7:00 - 7:30   | 日本テレビ系列                               | 遅れネット | [ 注 86 ] [ 注 94 ] [ 注 95 ]                     |
| 熊本県         | テレビ熊本         | 日曜 9:00 - 9:30   | フジテレビ系列                               | 遅れネット | [ 注 62 ] [ 注 96 ] [ 注 97 ]                     |
| 大分県         | テレビ大分         | 日曜 6:30 - 7:00   | 日本テレビ系列 フジテレビ系列                | 遅れネット | [ 注 86 ] [ 注 98 ]                               |
| 宮崎県         | テレビ宮崎         | 日曜 6:15 - 6:45   | フジテレビ系列 日本テレビ系列 テレビ朝日系列 | 遅れネット | [ 注 62 ] [ 注 86 ] [ 注 99 ]                     |
| 鹿児島県       | 鹿児島放送         | 土曜 11:15 - 11:44 | テレビ朝日系列                               | 遅れネット | [ 注 100 ]                                        |
| 沖縄県         | 琉球朝日放送       | 土曜 7:30 - 8:00   | テレビ朝日系列                               | 遅れネット | [ 注 101 ] [ 注 59 ]                              |
| 日本全域       | キッズステーション | 土曜 18:30 - 19:00 | アニメ専門CS放送                             | 遅れネット | [ 注 102 ] [ 注 103 ] [ 注 104 ]                  |
| 日本全域       | BSテレ東           | 日曜 7:00 - 7:30   | BS放送                                       | 遅れネット | [ 注 105 ] [ 注 106 ]                             |

日本国外での放送
主題歌は日本とは異なるものを使用している。
| 放送地域 | 放送局                    | 放送日時                         | 放送系列                            | ネット状況                  | 脚注                  |
| -------- | ------------------------- | -------------------------------- | ----------------------------------- | --------------------------- | --------------------- |
| 台湾     | 中国電視公司              |                                  |                                     | 遅れネット                  |                       |
| 台湾     | 星空傳媒                  |                                  |                                     | 遅れネット                  |                       |
| 台湾     | 東森電視                  |                                  |                                     | 遅れネット                  |                       |
| 台湾     | SET TV                    |                                  |                                     | 遅れネット                  |                       |
| 台湾     | MOMO親子台（中国語版）    | 土曜 19:30 - 20:00（日本時間）   | [ 注 108 ]                          | 遅れネット                  |                       |
| 香港     | 無綫電視                  | 日曜 18:00 - 18:30（日本時間）   | 香港の地上波放送 香港のアナログ放送 | 遅れネット                  | [ 注 109 ] [ 注 110 ] |
| 韓国     | トゥーニバース            | 火曜 17:00 - 18:00（韓国標準時） | アニメ専門チャンネル                | 遅れネット リピート放送あり | [ 注 111 ]            |
| 韓国     | Animax Korea（韓国語版）  | [ 注 112 ]                       | アニメ専門チャンネル                | 遅れネット リピート放送あり |                       |
| 韓国     | 大教オリニTV              | [ 注 112 ]                       | アニメ専門チャンネル                | 遅れネット リピート放送あり |                       |
| 韓国     | カートゥーン ネットワーク | [ 注 112 ]                       | アニメ専門チャンネル                | 遅れネット リピート放送あり |                       |
| 韓国     | 才能TV                    | [ 注 112 ]                       | アニメ専門チャンネル                | 遅れネット リピート放送あり |                       |

フランスなどではディズニーXDで放送されている。この表以外にもカートゥーン ネットワークで放送されている国家がある。

### 過去のネット局
| 放送地域 | 放送局       | 放送日時                                | 放送系列         | ネット状況       | 脚注       |
| -------- | ------------ | --------------------------------------- | ---------------- | ---------------- | ---------- |
| 広島県   | 中国放送     | 土曜 16:30 - 17:00                      | TBS系列          | 遅れネット       | [ 注 113 ] |
| 日本全域 | ディズニーXD | 平日 7:30 - 8:30 土・日曜 10:30 - 11:30 | アニメ専門CS放送 | リピート放送あり | [ 注 114 ] |

海外での放送
| 放送地域     | 放送局                    | 放送日時                            | 放送系列             | ネット状況 | 脚注                  |
| ------------ | ------------------------- | ----------------------------------- | -------------------- | ---------- | --------------------- |
| 韓国         | ソウル放送                |                                     |                      | 遅れネット | [ 注 115 ]            |
| アメリカ全域 | カートゥーン ネットワーク | 土・日曜 22:30 - 23:00 （日本時間） | アニメ専門チャンネル | 遅れネット | [ 注 118 ]            |
| アメリカ全域 | ディズニーXD              | 土・日曜 22:30 - 23:00 （日本時間） | アニメ専門チャンネル | 遅れネット | [ 注 119 ] [ 注 120 ] |

### ネット局に関する備考
- テレビ東京系列で木曜に放送していた時代、『ダイヤモンド&パール』の開始と同時に、『NARUTO -ナルト-』の本放送が水曜から木曜に枠移動してからは、19時台のアニメ枠と20時台の『チャンピオンズ』のスペシャルを交互に放送するようになり[注 121]、同時に年末年始以外でも特番の挿入などによる放送休止が多くなった。その後、2009年4月に『木曜洋画劇場』の放送終了で2枠に分割されて以降、2017年3月に同番組が終了するまで19時台のスペシャルは後枠の『NARUTO -ナルト- 疾風伝』と隔週で交互に放送されるようになった[注 122]。なお後番組の『スナックワールド』と『BORUTO-ボルト- -NARUTO NEXT GENERATIONS-』はスペシャルが行われなかったため、隔週で交互にスペシャルでの放送は行われていなかった。また、劇場版の地上波初放送は毎年7月の劇場版最新作公開2日前の木曜日の19:00から約2時間枠を設けて放送されてきたが、2016年『光輪の超魔神 フーパ』は18時から、17:55からの映画情報とあわせて19:53までの木曜アニメ枠で放送され、2017年『ボルケニオンと機巧のマギアナ』は、系列局でも直前の土曜日または日曜日のローカル枠で放送され、公開直前の木曜日は17:55から19:25までの90分枠で映画特番が放送された。
- テレビ東京系列以外のネット局では、放送の最後にその回のシーンを使ったエンドカードを流している[注 123]。
- ポケモンに関連する番組『週刊ポケモン放送局』・『ポケモン☆サンデー』・『ポケモンスマッシュ!』・『ポケモンゲット☆TV』・『ポケモンの家あつまる?』・『ポケモンとどこいく!?』は、テレビ東京系列以外でアニメを放映している全ての局がこれらの番組も放送する訳ではなく、一部の県ではアニメ本編とは別の放送局で放送されている（これらの番組に関しての放送時間などは各番組の『#ネット局』を参照）。
- 系列外の地方局では、放送日などの関係で内容に変更がされていることがある。
  - テレビ東京系列で放送が休止となった場合は、遅れ日数を調整するために再放送に差し替えられることがある。その場合、直前の週の放送では相当話の次回予告も再放送され、次週から本放送に戻る場合は予告も本放送のものになる場合がある。逆に、遅れの日数が大きい場合は夏休みなどに数話を集中放送して遅れを回復する場合がある[注 124]。
  - テレビ東京系列でスペシャル版が放送される場合、それを予告する次回予告は専用のものが使用されるが、30分単位の放送である遅れネット局やDVD・ビデオ版（ビデオグラム）では、通常の放送と同様の形式で放送・収録される。このため、テレビ東京系列局しか受信できない地域では前述の通常版の形式は、BSテレ東または映像ソフトでしか見ることができない[注 125][注 126]。
- 系列外での放送の場合、原則としてテレビ東京系列でスペシャルとして放送された回については通常の30分版のものを複数回放送する形となり、劇場版の地上波初放送についてはテレビ東京系列での放送後約1か月以内に他の放送枠で約2時間枠を設けて放送される。ただし、関西地区・中部地区の一部の独立局ではスペシャルや劇場版を同時ネットすることがある。
  - 岐阜放送ではテレビ東京系列で1時間以上の特番になる場合は同時ネットになることが多かったが、通常の流れではいないはずのキャラが登場していたなど物語の流れに支障が生じたため、2008年夏以降は劇場版を除いて中断された（その後、2022年4月に通常放送が同時ネットとなっている）。なお、同時ネットになった場合、翌週の通常枠は過去の回の再放送か別番組で穴埋めをしていた。
  - 近畿地方の独立局ではびわ湖放送・奈良テレビ・テレビ和歌山が劇場版を同時ネットすることがある。これ以外のスペシャル番組については原則として同時ネットされないが、例外的にテレビ和歌山では2006年9月28日のDP初回2時間スペシャルを同時ネットしている。
  - KBS京都では2010年と2011年の劇場版の放送でKBS京都独自でシンデレラエキスプレスの渡辺裕薫による解説をつけて放送された[注 127]。
- アメリカではテレビ放送については『XY&Z』まではカートゥーン ネットワーク、『サン&ムーン』はディズニーXDで新作は週末の朝に放送し、平日は再放送をしていた。また、動画配信サービスについては『新無印』以降はNetflixで配信されている。
- 韓国では22話（約5ヶ月分）を"1期（シーズン）"とし、それを1時間の放送枠で1回につき2話ずつ放送している。1シーズンを2ヶ月程度で放送したあとは新シーズン開始まで再放送を繰り返す。期毎に放映権を取得した放送局が一番最初に放送しているが、BW編以降はトゥーニバースが購入し続けており、他の放送局は番組購入という形でそれから遅れネットで放送する。